# Kvalifikace na Mistrovství světa ve fotbale 2018 (CONCACAF)
Kvalifikace na Mistrovství světa ve fotbale 2018 v severoamerické zóně se účastnilo 35 členských zemí konfederace CONCACAF, z nichž tři nejlepší postoupily přímo na závěrečný turnaj mistrovství světa ve fotbale 2018 v Rusku a tým na čtvrtém místě finálové skupiny se zúčastnil mezikontinentální baráže.

## Formát
Formát kvalifikace je následující:
- První fáze: Celkem 14 týmů (na 22. až 35. místě v konfederaci podle žebříčku FIFA ze srpna 2014) se utkalo vyřazovacím způsobem na dva zápasy (doma-venku). 7 vítězů postoupilo do druhé fáze.
- Druhá fáze: Celkem 20 týmů (týmy na 9. až 21. místě žebříčku + 7 vítězů z první fáze) se utkalo vyřazovacím způsobem na dva zápasy (doma-venku). 10 vítězů postoupilo do třetí fáze.
- Třetí fáze: Celkem 12 týmů (týmy na 7. až 8. místě žebříčku + 10 vítězů z druhé fáze) se utkalo vyřazovacím způsobem na dva zápasy (doma-venku). 6 vítězů postoupilo do čtvrté fáze.
- Čtvrtá fáze: Celkem 12 týmů (týmy na 1. až 6. místě žebříčku + 6. vítězů ze třetí fáze) bylo rozděleno do 3 skupin po 4 týmech, ve kterých se hrálo dvoukolově každý s každým. Dva nejlepší týmy z každé skupiny postoupily do páté fáze.
- Pátá fáze: 6 týmů, které postoupily ze čtvrté fáze, spolu hrají dvoukolově každý s každým. Nejlepší 3 týmy postoupily přímo na Mistrovství světa, čtvrtý tým hrál baráž s pátým týmem asijské kvalifikace.

| Nasazeni do čtvrté fáze 1.-6. místo                                                              | Nasazeni do třetí fáze 7.-8. místo | Nasazeni do druhé fáze 9.-21. místo | Účastníci první fáze 22.-35. místo |
| ------------------------------------------------------------------------------------------------ | ---------------------------------- | --- | --- |
| - Kostarika (15) - Mexiko (17) - USA (18) - Honduras (43) - Panama (63) - Trinidad a Tobago (80) | - Jamajka (85) - Haiti (117)       | - Kanada (122) - Kuba (124) - Aruba (124) - Dominikánská republika (126) - Salvador (127) - Surinam (131) - Guatemala (134) - Svatý Vincenc a Grenadiny (134) - Svatá Lucie (138) - Grenada (142) - Antigua a Barbuda (149) - Guyana (153) - Portoriko (155) | - Svatý Kryštof a Nevis (159) - Belize (162) - Montserrat (165) - Dominika (168) - Barbados (169) - Bermudy (173) - Nikaragua (175) - Turks a Caicos (181) - Curaçao (182) - Americké Panenské ostrovy (191) - Bahamy (193) - Kajmanské ostrovy (197) - Britské Panenské ostrovy (201) - Anguilla (207) |

## První fáze
Účastnily se jí týmy na 22. až 35. místě v konfederaci podle žebříčku FIFA a byla rozlosována 15. ledna 2015 v Miami Beach. Zápasy se hrály 22. a 31. března 2015.
| Domácí v 1. zápase       | Celkem  | Hosté v 1. zápase         | 1. zápas | 2. zápas |
| ------------------------ | ------- | ------------------------- | -------- | -------- |
| Bahamy                   | 0–8     | Bermudy                   | 0–5      | 0–3      |
| Britské Panenské ostrovy | 2–3     | Dominika                  | 2–3      | 0–0      |
| Barbados                 | 4–1     | Americké Panenské ostrovy | 0–1      | 4–0      |
| Svatý Kryštof a Nevis    | 12-4    | Turks a Caicos            | 6–2      | 6–2      |
| Nikaragua                | 8–0     | Anguilla                  | 5–0      | 3–0      |
| Belize                   | 1–1 (v) | Kajmanské ostrovy         | 0–0      | 1–1      |
| Curaçao                  | 4–3     | Montserrat                | 2–1      | 2–2      |

## Druhá fáze
Účastnilo se jí sedm postupujících z první fáze a týmy na 9.–21. místě v konfederaci podle žebříčku FIFA. Rozlosována byla zároveň s první fází a hrála se 8. a 16. června 2015.
| Domácí v 1. zápase        | Celkem  | Hosté v 1. zápase      | 1. zápas | 2. zápas |
| ------------------------- | ------- | ---------------------- | -------- | -------- |
| Guatemala                 | 1-0     | Bermudy                | 0–0      | 1–0      |
| Kanada                    | 6–0     | Dominika               | 2–0      | 4–0      |
| Barbados                  | 2–3     | Aruba                  | 2–0      | 0–3      |
| Svatý Kryštof a Nevis     | 3-6     | Salvador               | 2–2      | 1–4      |
| Nikaragua                 | 4–1     | Surinam                | 1–0      | 3–1      |
| Belize                    | 5–1     | Dominikánská republika | 2–1      | 3–0      |
| Curaçao                   | 1–1 (V) | Kuba                   | 0–0      | 1–1      |
| Svatý Vincenc a Grenadiny | 6–6 (V) | Guyana                 | 2–2      | 4–4      |
| Antigua a Barbuda         | 5–4     | Svatá Lucie            | 1–3      | 4–1      |
| Portoriko                 | 1–2     | Grenada                | 1–0      | 0–2      |

## Třetí fáze
Nastoupilo v ní  Haiti,  Jamajka a deset postupujících ze druhé fáze. Rozlosována byla 25. července ve Strelně (Rusko). Odehrála se 31. srpna a 8. září 2015.
| Domácí v 1. zápase        | Celkem | Hosté v 1. zápase | 1. zápas | 2. zápas |
| ------------------------- | ------ | ----------------- | -------- | -------- |
| Salvador                  | 2-0    | Curaçao           | 1–0      | 1–0      |
| Kanada                    | 4–1    | Belize            | 3–0      | 1–1      |
| Haiti                     | 6–1    | Grenada           | 3–1      | 3–0      |
| Jamajka                   | 4–3    | Nikaragua         | 2–3      | 2–0      |
| Svatý Vincenc a Grenadiny | 3–2    | Aruba             | 2–0      | 1–2      |
| Guatemala                 | 2–1    | Antigua a Barbuda | 0–1      | 2–0      |

## Čtvrtá fáze
Ve třech skupinách hrálo šest postupujících ze třetí fáze a šest nasazených:
- Kostarika
- Mexiko
- USA
- Honduras
- Panama
- Trinidad a Tobago

Zápasy se hrály od listopadu 2015 do září 2016, z každé skupiny postoupily první dva týmy.

### Skupina A
| Tým      | Z | V | R | P | VG | IG | +/− | B  |
| -------- | - | - | - | - | -- | -- | --- | -- |
| Mexiko   | 6 | 5 | 1 | 0 | 13 | 1  | +12 | 16 |
| Honduras | 6 | 2 | 2 | 2 | 6  | 6  | 0   | 8  |
| Kanada   | 6 | 2 | 1 | 3 | 5  | 8  | −3  | 7  |
| Salvador | 6 | 0 | 2 | 4 | 4  | 13 | −9  | 2  |

### Skupina B
| Tým       | Z | V | R | P | VG | IG | +/− | B  |
| --------- | - | - | - | - | -- | -- | --- | -- |
| Kostarika | 6 | 5 | 1 | 0 | 11 | 3  | +8  | 16 |
| Panama    | 6 | 3 | 1 | 2 | 7  | 5  | +2  | 10 |
| Haiti     | 6 | 1 | 1 | 4 | 2  | 4  | −2  | 4  |
| Jamajka   | 6 | 1 | 1 | 4 | 2  | 10 | −8  | 4  |

### Skupina C
| Tým                       | Z | V | R | P | VG | IG | +/− | B  |
| ------------------------- | - | - | - | - | -- | -- | --- | -- |
| USA                       | 6 | 4 | 1 | 1 | 20 | 3  | +17 | 13 |
| Trinidad a Tobago         | 6 | 3 | 2 | 1 | 13 | 9  | +4  | 11 |
| Guatemala                 | 6 | 3 | 1 | 2 | 18 | 11 | +7  | 10 |
| Svatý Vincenc a Grenadiny | 6 | 0 | 0 | 6 | 6  | 34 | −28 | 0  |

## Pátá fáze
Páté fázi se též někdy přezdívá „Hexagonal“. Los proběhl 8. července 2016 v Miami Beach v USA, zápasy se odehrály od listopadu 2016 do října 2017; postupující týmy byly známy 10. října 2017. Přímo postoupily týmy Mexika, Kostariky a Panamy; Honduras získal právo bojovat o poslední místo v mezikontinentální baráži proti pátému týmu asijské kvalifikace.
| Tým               | Z  | V | R | P | VG | IG | +/- | B  |
| ----------------- | -- | - | - | - | -- | -- | --- | -- |
| Mexiko            | 10 | 6 | 3 | 1 | 16 | 7  | +9  | 21 |
| Kostarika         | 10 | 4 | 4 | 2 | 14 | 8  | +6  | 16 |
| Panama            | 10 | 3 | 4 | 3 | 9  | 10 | -1  | 13 |
| Honduras          | 10 | 3 | 4 | 3 | 13 | 19 | -6  | 13 |
| USA               | 10 | 3 | 3 | 4 | 17 | 13 | +4  | 12 |
| Trinidad a Tobago | 10 | 2 | 0 | 8 | 7  | 19 | -12 | 6  |

## Mezikontinentální baráž
Los pro mezikontinentální baráž proběhl zároveň s losem kvalifikace pro Mistrovství světa ve fotbale 2018 a uskutečnil se 25. července 2015 v Konstantinovském paláci v části Strelna v Petrohradě. Zápasy baráže se odehrály 10. a 15. listopadu 2017.
| Domácí v 1. zápase | Celkem | Hosté v 1. zápase | 1. zápas | 2. zápas |
| ------------------ | ------ | ----------------- | -------- | -------- |
| Honduras           | 1-3    | Austrálie         | 0-0      | 1–3      |

## Týmy kvalifikované na Mistrovství světa 2018
| Tým       | Dřívější účasti                                                                               |
| --------- | --------------------------------------------------------------------------------------------- |
| Mexiko    | 15 (1930, 1950, 1954, 1958, 1962, 1966, 1970, 1978, 1986, 1994, 1998, 2002, 2006, 2010, 2014) |
| Kostarika | 4 (1990, 2002, 2006, 2014)                                                                    |
| Panama    | 0                                                                                             |

## Nejlepší střelci

### 9 gólů
- Carlos Ruiz

### 8 gólů
- Jozy Altidore

### 7 gólů
- Christian Pulisic

### 8 gólů
- Romell Quioto